# Popis hrvatskih veleposlanika u Australiji
Republika Hrvatska i Australija održavaju diplomatske odnose od 13. veljače 1992. Sjedište veleposlanstva je u Canberri.

## Veleposlanici
Veleposlanstvo Republike Hrvatske u Australiji osnovano je odlukom predsjednika Republike od 11. ožujka 1992.
| Veleposlanik                     | Postavljenje       | Opoziv             | Sjedište |
| -------------------------------- | ------------------ | ------------------ | -------- |
| Neven Jurica                     | 7. prosinca 1992.  | 1. prosinca 1995.  | Canberra |
| Jozo Meter                       |                    | 1. kolovoza 1999.  | Canberra |
| Mladen Ibler                     | 1. studenoga 1999. | 20. ožujka 2005.   | Canberra |
| Vicencije Biuk                   | 9. listopada 2008. | 31. srpnja 2013.   | Canberra |
| Damir Kušen                      | 1. listopada 2013. | 31. kolovoza 2018. | Canberra |
| Betty Bernardica Pavelich Sirois | 1. listopada 2018. |                    | Canberra |

## Vanjske poveznice
- Australija na stranici MVEP-a